# Accademia Gioenia
L'Accademia Gioenia è un'accademia con sede a Catania che promuove degli studi sui fenomeni naturali allo scopo di contribuire al progresso della scienza.

## La storia
L'accademia di scienze naturali, che era stata auspicata dal naturalista catanese Giuseppe Gioeni d'Angiò, morto nel 1822, fu fondata nel 1824 per iniziativa del cavaliere gerosolimitano Cesare Borgia (1776-1837), che si trovava nella città etnea per le note vicende degli Ospedalieri, e di dieci intellettuali e scienziati catanesi. Ottenuto, grazie all'interessamento del Borgia, il permesso da Pietro Ugo marchese delle Favare (dicembre 1823), della Direzione Generale di Polizia, il 16 maggio 1824 lo stesso Borgia tenne il "Discorso inaugurale", nel quale delineò i compiti delle due sezioni, “una di Storia naturale, l'altra di Scienze fisiche”.
La prima “si occuperà di preferenza degli oggetti che riguardano la storia naturale della Sicilia. Lavorerà perciò a riunire insieme le produzioni minerali dell'isola: a formare in Orto secco di piante indigene; e di raccogliere quanto la natura ci offre di rimarchevole nel regno animale. Si occuperà inoltre dell'analisi delle acque minerali, della compilazione della Flora etnea e sicula, e della descrizione e analisi delle terre utili all'agricoltura. La sezione delle Scienze fisiche si occuperà delle osservazioni meteorologiche, de' fenomeni dell'Etna, dell'analisi dell'aria nei diversi luoghi dell'Isola e di tutto ciò che influisce sulla costituzione dell'uomo”. L'accademia fu riconosciuta come Ente morale con Regio Decreto del 25 novembre 1919. Dopo la costituzione della Repubblica Italiana venne riconosciuta con decreto del Presidente della Repubblica nel 1948.
L'8 luglio 2022, nella sede del Palazzotto Biscari alla Collegiata (via Etnea 29), edificato su progetto del 1699 di A. Di Benedetto e G.B. Vaccarini, sono stati inaugurati i nuovi locali della Biblioteca.

## Le finalità
Le finalità dell'Accademia, sono rivolte verso la promozione degli studi sui fenomeni naturali, allo scopo di contribuire al progresso scientifico.
Il ruolo dell'Accademia si distingue da quello dell'Università per l'esplicita tematizzazione dell'interesse scientifico sulla Sicilia. Nel 1997 l'Accademia è entrata a far parte della "Reseau des Académies des Pays Mediterranéens" operante sotto l'UNESCO. L'Accademia organizza ogni anno dei seminari, ai quali partecipano scienziati di tutto il mondo. L'Accademia inoltre pubblica atti e bollettini orientati alla diffusione scientifica. Le pubblicazioni sui bollettini sono scelte e valutate da un comitato che affianca il responsabile delle pubblicazioni.

## Organigramma
L'Accademia Gioenia è composta da:
- Presidente
- Vice Presidente
- Consiglio di Presidenza
- Soci
- Soci Benemeriti
- Soci Onorari
- Soci Emeriti
- Soci Senior
- Soci Effettivi
- Corrispondenti residenti
- Corrispondenti non residenti

## Informazione
- Gli estremi cronologici dell'Accademia, anno 1823-1980, sono conservati presso la SIAS - Sistema Informativo degli Archivi di Stato.[4]